# أحوال الميت من حين الاحتضار إلى الحشر
أحوال الميت من حين الاحتضار إلى الحشر: رسالة كتبها الحافظ ابن حجر العسقلاني (773هـ - 852هـ) جمع فيها مجموعة من الاحاديث النبوية التي تصف أحوال الميت منذ الاحتضار إلى يوم القيامة؛ لتكون تذكرة لنفسه وعملا صالحاً بعد موته في ذكر الموت، وأحوال الموتى؛ نقل محتواها من كتب الأئمة، وثقات أعلام الأمة حسب قوله.

## نبذه عن المؤلف
شهاب الدين أبو الفضل أحمد بن علي بن محمد بن محمد بن علي بن محمود بن أحمد بن أحمد الكناني العسقلاني ثم المصري الشافعي (شعبان 773 هـ/1371م - ذو الحجة 852 هـ/1449م)، مُحدِّث وعالم مسلم، شافعي المذهب، لُقب بعدة ألقاب منها شيخ الإسلام وأمير المؤمنين في الحديث.
له مجموعة من المؤلفات أبرزها:
- فتح الباري بشرح صحيح البخاري.
- الإصابة في تمييز الصحابة.

## وصف الكتاب
الكتاب هو تحقيق لرسالة مكتوبة بخط مغربى وهي مخطوطة مكونة من ٣٥ ورقة جاء فيها جواب لسؤال افترض مؤلف الرسالة أن سائلاً قد سائله عن الموت والاحتضار وجاء الجواب بذكر الاحاديث التي ترشد المسلم لمعرفة هذه الأحوال وغيرها من أعمال مثل الثناء على الجنازة والدعاء فيها وأمور أخرى من قبيل عذاب القبر، والبكاء والنواح، والصبر وما يقوله من مات له ميت؛ وختم رسالته ببعض آيات القرآن، وببعض الأشعار التي تتحدث عن الموت، وأحوال الموتى، وأمور الآخرة.

## طالع أيضًا
- أربعون حديثا عن أربعين شيخا من عوالي المجيزين
- التلخيص الحبير في تخريج أحاديث الرافعي الكبير
- الخصال المكفرة للذنوب
- التتبع لصفة التمتع

- حسن خاتمة
- سوء خاتمة